# Olympische Winterspiele 1992/Teilnehmer (Deutschland)
| Gelbes Symbol für Goldmedaillen mit stilisierten Olympischen Ringen | Graues Symbol für Silbermedaillen mit stilisierten Olympischen Ringen | Braundes Symbol für Bronzemedaillen mit stilisierten Olympischen Ringen |
| ------------------------------------------------------------------- | --------------------------------------------------------------------- | ----------------------------------------------------------------------- |
| 10                                                                  | 10                                                                    | 6                                                                       |

Deutschland nahm an den Olympischen Winterspielen 1992 im französischen Albertville mit einer Delegation von 111 Athleten, davon 75 Männer und 36 Frauen, teil. Erstmals seit 1964 startete wieder eine gesamtdeutsche Mannschaft.

## Flaggenträger
Der Bobfahrer Wolfgang Hoppe trug die Flagge Deutschlands während der Eröffnungsfeier im Parc Olympique.
- Siehe auch: Liste der Fahnenträger der deutschen Mannschaften bei Olympischen Spielen

## Medaillen
Gemäß dem Medaillenspiegel war Deutschland die erfolgreichste Nation. Erfolgreichste Athleten waren der Biathlet Mark Kirchner und die Eisschnellläuferin Gunda Niemann, die jeweils zweimal Gold und einmal Silber gewannen.

### Medaillenspiegel
| Rang   | Sportart       | Gold | Silber | Bronze | Gesamt |
| ------ | -------------- | ---- | ------ | ------ | ------ |
| 1      | Eisschnelllauf | 5    | 3      | 3      | 11     |
| 2      | Biathlon       | 3    | 4      | —      | 7      |
| 3      | Rennrodeln     | 2    | 1      | 1      | 4      |
| 4      | Bob            | —    | 2      | 1      | 3      |
| 5      | Ski Alpin      | —    | —      | 1      | 1      |
| Gesamt | Gesamt         | 10   | 10     | 6      | 26     |

### Medaillengewinner
| Name/n                                                | Sportart       | Wettkampf          |
| ----------------------------------------------------- | -------------- | ------------------ |
| Gold                                                  |                |                    |
| Mark Kirchner                                         | Biathlon       | 10 km Sprint       |
| Ricco Groß Jens Steinigen Mark Kirchner Fritz Fischer | Biathlon       | 4 × 7,5 km Staffel |
| Antje Misersky                                        | Biathlon       | 15 km Einzel       |
| Georg Hackl                                           | Rennrodeln     | Einsitzer          |
| Stefan Krauße Jan Behrendt                            | Rennrodeln     | Doppelsitzer       |
| Uwe-Jens Mey                                          | Eisschnelllauf | 500 m              |
| Olaf Zinke                                            | Eisschnelllauf | 1000 m             |
| Jacqueline Börner                                     | Eisschnelllauf | 1500 m             |
| Gunda Niemann                                         | Eisschnelllauf | 3000 m             |
| Gunda Niemann                                         | Eisschnelllauf | 5000 m             |
| Silber                                                |                |                    |
| Ricco Groß                                            | Biathlon       | 10 km Sprint       |
| Mark Kirchner                                         | Biathlon       | 20 km Einzel       |
| Antje Misersky                                        | Biathlon       | 7,5 km Sprint      |
| Uschi Disl Antje Misersky Petra Schaaf                | Biathlon       | 3 × 7,5 km Staffel |
| Rudi Lochner Markus Zimmermann                        | Bob            | Zweierbob          |
| Wolfgang Hoppe Bogdan Musiol Axel Kühn René Hannemann | Bob            | Viererbob          |
| Yves Mankel Thomas Rudolph                            | Rennrodeln     | Doppelsitzer       |
| Gunda Niemann                                         | Eisschnelllauf | Frauen, 1500 m     |
| Heike Warnicke                                        | Eisschnelllauf | Frauen, 3000 m     |
| Heike Warnicke                                        | Eisschnelllauf | Frauen, 5000 m     |
| Bronze                                                |                |                    |
| Katja Seizinger                                       | Ski Alpin      | Super-G            |
| Christoph Langen Günther Eger                         | Bob            | Zweierbob          |
| Susi Erdmann                                          | Rennrodeln     | Einsitzer          |
| Christa Luding                                        | Eisschnelllauf | 500 m              |
| Monique Garbrecht                                     | Eisschnelllauf | 1000 m             |
| Claudia Pechstein                                     | Eisschnelllauf | 5000 m             |

## Teilnehmer nach Sportarten

### Biathlon
Bei den erstmals auf den olympischen Programm stehenden Damenwettbewerben konnte Antje Misersky in allen drei Entscheidungen eine Medaille gewinnen.
Die Herren stellten mit Mark Kirchner den überragenden Biathleten der Spiele. Im Sprint feierten die Herren einen Doppelsieg.
| Athleten                                              | Wettbewerbe        | Zeit        | Fehler | Rang   |
| ----------------------------------------------------- | ------------------ | ----------- | ------ | ------ |
| Frauen                                                |                    |             |        |        |
| Uschi Disl                                            | 7,5 km Sprint      | 25:58,9 min | 2      | 11     |
| Uschi Disl                                            | 15 km Einzel       | 56:40,2 min | 6      | 24     |
| Inga Kesper                                           | 7,5 km Sprint      | 25:57,3 min | 2      | 10     |
| Inga Kesper                                           | 15 km Einzel       | 54:42,3 min | 3      | 15     |
| Antje Misersky                                        | 7,5 km Sprint      | 24:45,1 min | 2      | Silber |
| Antje Misersky                                        | 15 km Einzel       | 51:47,2 min | 1      | Gold   |
| Petra Schaaf                                          | 7,5 km Sprint      | 25:10,4 min | 1      | 6      |
| Petra Schaaf                                          | 15 km Einzel       | 53:56,3 min | 3      | 13     |
| Uschi Disl Antje Misersky Petra Schaaf                | 3 × 7,5 km Staffel | 1:16:18,4 h | 1      | Gold   |
| Männer                                                |                    |             |        |        |
| Ricco Groß                                            | 10 km Sprint       | 26:18,0 min | 1      | Silber |
| Steffen Hoos                                          | 20 km Einzel       | 1:00:17,7 h | 1      | 18     |
| Mark Kirchner                                         | 10 km Sprint       | 26:02,3 min | 0      |        |
| Mark Kirchner                                         | 20 km Einzel       | 57:40,8 min | 3      | Silber |
| Frank-Peter Roetsch                                   | 10 km Sprint       | 26:54,1 min | 2      | 9      |
| Frank-Peter Roetsch                                   | 20 km Einzel       | 1:03:44,0 h | 7      | 53     |
| Jens Steinigen                                        | 10 km Sprint       | 26:34,8 min | 0      | 6      |
| Jens Steinigen                                        | 20 km Einzel       | 1:01:01,8 h | 3      | 29     |
| Fritz Fischer Ricco Groß Mark Kirchner Jens Steinigen | 4 × 7,5 km Staffel | 1:24:43,5 h | 0      | Gold   |

### Bob
Von sechs zu vergebenden Medaillen gewannen deutsche Bobs drei. Doppelolympiasieger Wolfgang Hoppe, der nur im Viererbob antrat, verpasste nur um zwei Hundertstel die Goldmedaille.
| Athleten                                              | Wettbewerb | Lauf 1      | Lauf 1 | Lauf 2      | Lauf 2 | Lauf 3      | Lauf 3 | Lauf 4      | Lauf 4 | Gesamt      | Gesamt |
| Athleten                                              | Wettbewerb | Zeit        | Rang   | Zeit        | Rang   | Zeit        | Rang   | Zeit        | Rang   | Zeit        | Rang   |
| ----------------------------------------------------- | ---------- | ----------- | ------ | ----------- | ------ | ----------- | ------ | ----------- | ------ | ----------- | ------ |
| Männer                                                |            |             |        |             |        |             |        |             |        |             |        |
| Rudi Lochner Markus Zimmermann                        | Zweierbob  | 1:00,69 min | 11     | 1:01,00 min | 4      | 1:00,90 min | 2      | 1:00,96 min | 1      | 4:03,55 min | Silber |
| Christoph Langen Günther Eger                         | Zweierbob  | 1:00,33 min | 4      | 1:01,06 min | 5      | 1:01,14 min | 5      | 1:01,10 min | 3      | 4:03,63 min | Bronze |
| Wolfgang Hoppe Bogdan Musiol Axel Kühn René Hannemann | Viererbob  | 58,00 s     | 3      | 58,52 s     | 1      | 58,68 s     | 7      | 58,72 s     | 2      | 3:53,92 min | Silber |
| Harald Czudaj Tino Bonk Axel Jang Alexander Szelig    | Viererbob  | 58,54 s     | 9      | 58,55 s     | 2      | 58,62 s     | 5      | 58,71 s     | 1      | 3:54,42 min | 6      |

### Eishockey
Die deutsche Mannschaft schlug sich achtbar. Sie qualifizierte sich für das Viertelfinale, wo sie sich erst im Penalty-Schießen dem späteren Silbermedaillengewinner Kanada geschlagen geben musste. Letztendlich belegte sie von zwölf Mannschaften den sechsten Platz.
| Wettbewerb        | Männer |
| ----------------- | --- |
| Spieler           | Rick Amann Thomas Brandl Andreas Brockmann Peter Draisaitl Ron Fischer Karl Friesen Dieter Hegen Josef Heiß Mike Heidt Uli Hiemer Raimund Hilger Georg Holzmann Axel Kammerer Ernst Köpf junior Udo Kießling Jörg Mayr Andreas Niederberger Helmut de Raaf Jürgen Rumrich Michael Rumrich Mike Schmidt Bernd Truntschka Gerd Truntschka |
| Trainer           | Luděk Bukač |
| Vorrunde          | Finnland 1:5 (0:1, 0:2, 1:2) Vereinigte Staaten 0:2 (0:0, 0:1, 0:1) Schweden 1:3 (1:3, 0:0, 0:0) Italien 5:2 (2:0, 0:2, 3:0) Polen 4:0 (1:0, 1:0, 2:0) Norwegen 2:1 n. P. (0:0, 1:0, 0:1, 0:0; 1:0) |
| Viertelfinale     | Kanada 4:3 n. P. (2:1, 0:1, 1:1, 0:1) |
| Platzierungsspiel | Frankreich 5:4 |
| Spiel um Platz 5  | Schweden 4:3 |
| Halbfinale        | ausgeschieden |
| Finale            | ausgeschieden |
| Platzierung       | 6 |

### Eiskunstlauf
Nach dem Karriereende von Katarina Witt konnte der deutsche Eiskunstlauf zunächst keine Medaillenkandidaten mehr stellen. Bei den Männern und im Eistanz waren keine deutschen Starter vertreten, die deutschen Paare belegten zumindest einstellige Plätze.
| Athleten                       | Wettbewerbe | Kurzprogramm | Kür  | Gesamt | Gesamt |
| Athleten                       | Wettbewerbe | Rang         | Rang | Punkte | Rang   |
| ------------------------------ | ----------- | ------------ | ---- | ------ | ------ |
| Frauen                         |             |              |      |        |        |
| Marina Kielmann                | Einzel      | 15           | 9    | 16,5   | 10     |
| Patricia Neske                 | Einzel      | 16           | 11   | 18,0   | 13     |
| Mixed                          |             |              |      |        |        |
| Peggy Schwarz Alexander König  | Paarlauf    | 8            | 7    | 11,5   | 7      |
| Mandy Wötzel Axel Rauschenbach | Paarlauf    | 10           | 8    | 13,0   | 8      |

### Eisschnelllauf
Die deutschen Eisschnellläuferinnen waren das Maß der Dinge. Drei von vier Entscheidungen wurden gewonnen. Gunda Niemann avancierte mit zweimal Gold und einmal Silber zur erfolgreichsten deutschen Athletin. Über 3000 Meter konnten die Damen sogar einen Dreifacherfolg feiern.
Auch die Herren waren erfolgreich. Uwe-Jens Mey konnte seinen Olympiasieg von 1988 über 500 Meter verteidigen. Olaf Zinke gewann schon fast sensationell die 1000-Meter-Distanz.
| Athleten          | Wettbewerbe | Zeit         | Rang   |
| ----------------- | ----------- | ------------ | ------ |
| Frauen            |             |              |        |
| Anke Baier        | 500 m       | 41,30 s      | 10     |
| Anke Baier        | 1000 m      | 1:23,31 min  | 9      |
| Jacqueline Börner | 1500 m      | 2:05,87 min  | Gold   |
| Jacqueline Börner | 3000 m      | 4:28,52      | 8      |
| Monique Garbrecht | 500 m       | 40,63 s      | 4      |
| Monique Garbrecht | 1000 m      | 1:22,10 min  | Bronze |
| Monique Garbrecht | 1500 m      | 2:07,24 min  | 5      |
| Angela Hauck      | 500 m       | 41,10 s      | 8      |
| Angela Hauck      | 1000 m      | 1:24,11 min  | 14     |
| Christa Luding    | 500 m       | 40,57 s      | Bronze |
| Christa Luding    | 1000 m      | 1:23,06 min  | 8      |
| Gunda Niemann     | 1500 m      | 2:05,92 min  | Silber |
| Gunda Niemann     | 3000 m      | 4:19,90 min  | Gold   |
| Gunda Niemann     | 5000 m      | 7:31,57 min  | Gold   |
| Claudia Pechstein | 5000 m      | 7:39,80 min  | Bronze |
| Heike Warnicke    | 1500 m      | 2:08,52 min  | 8      |
| Heike Warnicke    | 3000 m      | 4:22,88 min  | Silber |
| Heike Warnicke    | 5000 m      | 7:37,59 min  | Silber |
| Männer            |             |              |        |
| Peter Adeberg     | 500 m       | 38,33 s      | 23     |
| Peter Adeberg     | 1000 m      | 1:15,04 min  | 5      |
| Peter Adeberg     | 1500 m      | 1:57,54 min  | 15     |
| Frank Dittrich    | 500 m       | 34,89 s      | 8      |
| Frank Dittrich    | 10.000 m    | 14:50,23 min | 20     |
| Rudolf Jeklic     | 5000 m      | 7:33,15 min  | 34     |
| Rudolf Jeklic     | 10.000 m    | 14:51,89 min | 23     |
| Uwe-Jens Mey      | 500 m       | 37,14 s      | Gold   |
| Markus Tröger     | 1500 m      | 1:57,42 min  | 13     |
| Markus Tröger     | 5000 m      | 7:17,62 min  | 15     |
| Markus Tröger     | 10.000 m    | 14:45,41 min | 15     |
| Olaf Zinke        | 500 m       | 38,40 s      | 25     |
| Olaf Zinke        | 1000 m      | 1:14,85 min  | Gold   |
| Olaf Zinke        | 1500 m      | 1:56,74 min  | 6      |

### Freestyle-Skiing
Bei der olympischen Premiere auf der Buckelpiste konnte sich alle drei Starterinnen etwas überraschend unter den ersten Zehn platzieren.
| Athleten            | Wettbewerbe | Qualifikation | Qualifikation | Finale        | Finale        | Rang |
| Athleten            | Wettbewerbe | Punkte        | Rang          | Punkte        | Rang          | Rang |
| ------------------- | ----------- | ------------- | ------------- | ------------- | ------------- | ---- |
| Frauen              |             |               |               |               |               |      |
| Tatjana Mittermayer | Buckelpiste | 21,90         | 6             | 22,33         | 4             | 4    |
| Yvonne Seifert      | Buckelpiste | 20,17         | 9             | ausgeschieden | ausgeschieden | 9    |
| Birgit Stein        | Buckelpiste | 21,32         | 8             | 21,44         | 5             | 5    |
| Männer              |             |               |               |               |               |      |
| Klaus Weese         | Buckelpiste | 21,63         | 19            | ausgeschieden | ausgeschieden | 19   |

### Nordische Kombination
Auch die Männer um Mannschaftsolympiasieger Hans-Peter Pohl konnten nicht in die Medaillenentscheidung eingreifen. Nach dem Springen lagen Pohl und Dufter noch aussichtsreich platziert, die schwachen Laufleistungen ließen aber nur Platz zwölf als beste Einzelplatzierung zu. In der Staffel dasselbe Bild. Nach dem Springen lagen die Kombinierer noch auf dem Bronzerang, die von elf Mannschaften nur achtbeste Laufzeit ließ aber mehr als Platz fünf nicht zu.
| Athleten                                 | Wettbewerb                        | Skispringen | Skispringen | Langlauf    | Langlauf | Rang |
| Athleten                                 | Wettbewerb                        | Punkte      | Rang        | Zeit        | Rang     | Rang |
| ---------------------------------------- | --------------------------------- | ----------- | ----------- | ----------- | -------- | ---- |
| Männer                                   |                                   |             |             |             |          |      |
| Thomas Dufter                            | Gundersen-Wettkampf Normalschanze | 210,8       | 10          | 47:52,9 min | 12       | 12   |
| Sven Leonhardt                           | Gundersen-Wettkampf Normalschanze | 197,2       | 26          | 52:28,6 min | 35       | 35   |
| Hans-Peter Pohl                          | Gundersen-Wettkampf Normalschanze | 212,5       | 8           | 48:41,7 min | 16       | 16   |
| Jens Deimel Sven Leonhardt Thomas Dufter | Teamwettbewerb                    | 609,7       | 3           | 1:28:21,9 h | 5        | 5    |

### Rennrodeln
Die Rennrodler konnten zwei von drei Wettbewerben für sich entscheiden. Allerdings war es mit der Dominanz im Damenbereich zunächst vorbei, nachdem die Medaillengewinnerinnen von Calgary allesamt aufgehört hatten.
| Athlet                     | Wettbewerb   | Lauf 1   | Lauf 1 | Lauf 2   | Lauf 2 | Lauf 3   | Lauf 3 | Lauf 4   | Lauf 4 | Gesamt       | Gesamt |
| Athlet                     | Wettbewerb   | Zeit     | Rang   | Zeit     | Rang   | Zeit     | Rang   | Zeit     | Rang   | Zeit         | Rang   |
| -------------------------- | ------------ | -------- | ------ | -------- | ------ | -------- | ------ | -------- | ------ | ------------ | ------ |
| Frauen                     |              |          |        |          |        |          |        |          |        |              |        |
| Susi Erdmann               | Einsitzer    | 47,020 s | 6      | 46,866 s | 3      | 46,627 s | 2      | 46,602 s | 1      | 3:07,115 min | Bronze |
| Gabriele Kohlisch          | Einsitzer    | 47,206 s | 11     | 47,072 s | 7      | 46,911 s | 5      | 46,791 s | 4      | 3:07,980 min | 6      |
| Sylke Otto                 | Einsitzer    | 47,089 s | 7      | 47,460 s | 19     | 47,394 s | 16     | 47,056 s | 11     | 3:08,999 min | 13     |
| Männer                     |              |          |        |          |        |          |        |          |        |              |        |
| René Friedl                | Einsitzer    | 45,609 s | 8      | 45,503 s | 6      | 46,274 s | 9      | 46,157 s | 9      | 3:03,543 min | 8      |
| Georg Hackl                | Einsitzer    | 45,190 s | 1      | 45,351 s | 3      | 46,026 s | 1      | 45,796 s | 1      | 3:02,363 min | Gold   |
| Jens Müller                | Einsitzer    | 45,435 s | 4      | 45,598 s | 8      | 46,028 s | 2      | 46,136 s | 8      | 3:03,197 min | 5      |
| Stefan Krauße Jan Behrendt | Doppelsitzer | 46,060 s | 1      | 45,993 s | 1      | –        | –      | –        | –      | 1:32,053 min | Gold   |
| Yves Mankel Thomas Rudolph | Doppelsitzer | 46,125 s | 3      | 46,114 s | 2      | –        | –      | –        | –      | 1:32,239 min | Silber |

### Ski Alpin
Nach dem Olympiasieg in der Abfahrt von Marina Kiehl 1988 in Calgary kam die erst 19-jährige Katja Seizinger auf einen guten vierten Platz. Im Super-G holte sie sogar Bronze.
Bei den Herren konnte vor allem Markus Wasmeier mit der Weltspitze mithalten, wobei es noch nicht für eine Medaille reichte.
| Athleten             | Wettbewerbe        | 1, Lauf     | 1, Lauf | 2, Lauf     | 2, Lauf | Gesamt       | Gesamt |
| Athleten             | Wettbewerbe        | Zeit        | Rang    | Zeit        | Rang    | Zeit/Punkte  | Rang   |
| -------------------- | ------------------ | ----------- | ------- | ----------- | ------- | ------------ | ------ |
| Frauen               |                    |             |         |             |         |              |        |
| Martina Ertl         | Slalom             | 50,29 s     | 21      | 46,12 s     | 14      | 1:36,41 min  | 15     |
| Michaela Gerg        | Abfahrt            | –           | –       | –           | –       | 1:54,99 min  | 18     |
| Michaela Gerg        | Alpine Kombination | 1:27,26 min | 12      | DSQ         | DSQ     | DSQ          | DSQ    |
| Michaela Gerg        | Riesenslalom       | 1:08,69 min | 20      | DNF         | DNF     | DNF          | DNF    |
| Michaela Gerg        | Super-G            | –           | –       | –           | –       | 1:23,77 min  | 7      |
| Katharina Gutensohn  | Abfahrt            | –           | –       | –           | –       | 1:53,71 min  | 6      |
| Traudl Hächer        | Riesenslalom       | 1:07,26 min | 10      | 1:08,87 min | 17      | 2:16,13 min  | 14     |
| Regina Häusl         | Alpine Kombination | 1:27,95 min | 17      | DSQ         | DSQ     | DSQ          | DSQ    |
| Christina Meier-Höck | Riesenslalom       | 1:08,07 min | 14      | 1:07,26 min | 4       | 2:15,33 min  | 11     |
| Regine Mösenlechner  | Super-G            | –           | –       | –           | –       | 1:24,85      | 14     |
| Katja Seizinger      | Abfahrt            | –           | –       | –           | –       | 1:52,67 min  | 4      |
| Katja Seizinger      | Alpine Kombination | 1:26,42 min | 3       | DNF         | DNF     | DNF          | DNF    |
| Katja Seizinger      | Riesenslalom       | 1:07,40 min | 11      | 1:07,56 min | 8       | 2:14,96 min  | 8      |
| Katja Seizinger      | Super-G            | –           | –       | –           | –       | 1:23,19 min  | Bronze |
| Miriam Vogt          | Abfahrt            | –           | –       | –           | –       | 1:53,89 min  | 9      |
| Miriam Vogt          | Alpine Kombination | 1:27,35 min | 14      | 1:12,90 min | 11      | 48,52 Punkte | 9      |
| Miriam Vogt          | Super-G            | –           | –       | –           | –       | 1:25,40 min  | 18     |
| Männer               |                    |             |         |             |         |              |        |
| Armin Bittner        | Riesenslalom       | 1:07,77 min | 28      | DNF         | DNF     | DNF          | DNF    |
| Armin Bittner        | Slalom             | 53,19 s     | 9       | DNF         | DNF     | DNF          | DNF    |
| Berni Huber          | Abfahrt            | –           | –       | –           | –       | 1:53,38 min  | 19     |
| Berni Huber          | Super-G            | –           | –       | –           | –       | 1:16,78 min  | 31     |
| Peter Roth           | Riesenslalom       | 1:07,68 min | 26      | DNF         | DNF     | DNF          | DNF    |
| Peter Roth           | Slalom             | 54,07 s     | 18      | 54,68 s     | 20      | 1:48,75 min  | 16     |
| Hansjörg Tauscher    | Abfahrt            | –           | –       | –           | –       | 1:51,49 min  | 7      |
| Hansjörg Tauscher    | Super-G            | –           | –       | –           | –       | 1:15,98 min  | 21     |
| Markus Wasmeier      | Abfahrt            | –           | –       | –           | –       | 1:50,62 min  | 4      |
| Markus Wasmeier      | Alpine Kombination | 1:45,91 min | 7       | 1:45,15 min | 13      | 32,77 Punkte | 5      |
| Markus Wasmeier      | Riesenslalom       | DNF         | DNF     | DNF         | DNF     | DNF          | DNF    |
| Markus Wasmeier      | Super-G            | –           | –       | –           | –       | 1:14,58 min  | 9      |

### Skilanglauf
Im Langlauf konnten nur Gabriele Heß, Simone Opitz und Johann Mühlegg mit einstelligen Platzierungen auf sich aufmerksam machen.
| Athleten                                               | Wettbewerbe               | Zeit        | Rang |
| ------------------------------------------------------ | ------------------------- | ----------- | ---- |
| Frauen                                                 |                           |             |      |
| Gabriele Heß                                           | 5 km Klassisch            | 15:03,7 min | 16   |
| Gabriele Heß                                           | 10 km Verfolgung Freistil | 28:19,2 min | 14   |
| Gabriele Heß                                           | 30 km Freistil            | 1:29:43,8 h | 15   |
| Ina Kümmel                                             | 30 km Freistil            | 1:36:48,2 h | 46   |
| Manuela Oschmann                                       | 5 km Klassisch            | 16:01,7 min | 42   |
| Manuela Oschmann                                       | 10 km Verfolgung Freistil | 30:52,5 min | 38   |
| Manuela Oschmann                                       | 15 km Klassisch           | 45:28,8 min | 15   |
| Simone Opitz                                           | 5 km Klassisch            | 15:24,9 min | 27   |
| Simone Opitz                                           | 10 km Verfolgung Freistil | 28:17,3 min | 12   |
| Simone Opitz                                           | 30 km Freistil            | 1:27:17,4 h | 8    |
| Heike Wezel                                            | 5 km Klassisch            | 15:04,1     | 17   |
| Heike Wezel                                            | 10 km Verfolgung Freistil | 29:08,6     | 25   |
| Heike Wezel                                            | 15 km Klassisch           | 45:50,6     | 19   |
| Heike Wezel                                            | 30 km Freistil            | 1:33:34,2 h | 32   |
| Heike Wezel Gabriele Heß Simone Opitz Ina Kümmel       | 4 × 5 km Staffel          | 1:02:22,6 h | 8    |
| Männer                                                 |                           |             |      |
| Holger Bauroth                                         | 30 km Klassisch           | 1:28:58,1 h | 28   |
| Holger Bauroth                                         | 50 km Freistil            | 2:13:49,8 h | 26   |
| Jochen Behle                                           | 10 km Klassisch           | 29:58,2 min | 24   |
| Jochen Behle                                           | 30 km Klassisch           | 1:25:59,8 h | 15   |
| Johann Mühlegg                                         | 10 km Klassisch           | 30:29,4 min | 31   |
| Johann Mühlegg                                         | 15 km Verfolgung Freistil | 41:11,8 min | 16   |
| Johann Mühlegg                                         | 50 km Freistil            | 2:07:45,2 h | 7    |
| Torald Rein                                            | 10 km Klassisch           | 30:25,1 min | 29   |
| Torald Rein                                            | 15 km Verfolgung Freistil | 41:48,1 min | 21   |
| Torald Rein                                            | 30 km Klassisch           | 1:29:08,5 h | 30   |
| Janko Neuber                                           | 10 km Klassisch           | 30:29,8 min | 32   |
| Janko Neuber                                           | 15 km Verfolgung Freistil | 42:10,4 min | 23   |
| Janko Neuber                                           | 30 km Klassisch           | 1:31:57,8 h | 47   |
| Janko Neuber                                           | 50 km Freistil            | 2:14:37,1 h | 29   |
| Holger Bauroth Jochen Behle Torald Rein Johann Mühlegg | 4 × 10 km Staffel         | 1:43:41,7 h | 6    |

### Skispringen
Die Skisprungwettbewerbe liefen aus deutscher Sicht enttäuschend. Die Männer um die Spitzenspringer Dieter Thoma und Jens Weißflog hatten allerdings auch schon in der Weltcupsaison nicht überzeugt. Ein fünfter Platz im Mannschaftsspringen war die beste Platzierung.
| Athleten                                                 | Wettbewerb             | 1, Durchgang | 1, Durchgang | 1, Durchgang | 2, Durchgang | 2, Durchgang | 2, Durchgang | Gesamt | Gesamt |
| Athleten                                                 | Wettbewerb             | Weite        | Punkte       | Rang         | Weite        | Punkte       | Rang         | Punkte | Rang   |
| -------------------------------------------------------- | ---------------------- | ------------ | ------------ | ------------ | ------------ | ------------ | ------------ | ------ | ------ |
| Männer                                                   |                        |              |              |              |              |              |              |        |        |
| Jens Deimel                                              | Normalschanze          | 80,0 m       | 92,0         | 35           | 81,5 m       | 94,4         | 29           | 186,4  | 34     |
| Christof Duffner                                         | Großschanze            | 112,0 m      | 98,3         | 7            | 100,0 m      | 78,0         | 20           | 176,3  | 11     |
| Heiko Hunger                                             | Normalschanze          | 87,0 m       | 108,7        | 6            | 84,0 m       | 102,9        | 8            | 211,6  | 7      |
| Heiko Hunger                                             | Großschanze            | 72,0 m       | −2,2         | 59           | DNF          | DNF          | DNF          | DNF    | DNF    |
| Dieter Thoma                                             | Normalschanze          | 79,5 m       | 93,2         | 33           | 82,0 m       | 96,2         | 23           | 189,4  | 27     |
| Dieter Thoma                                             | Großschanze            | 96,0 m       | 68,9         | 42           | 93,0 m       | 63,7         | 39           | 132,6  | 39     |
| Jens Weißflog                                            | Normalschanze          | 84,0 m       | 104,9        | 12           | 83,5 m       | 103,6        | 6            | 208,5  | 9      |
| Jens Weißflog                                            | Großschanze            | 90,0 m       | 60,5         | 48           | 99,5 m       | 80,8         | 15           | 141,3  | 33     |
| Dieter Thoma Heiko Hunger Jens Weißflog Christof Duffner | Großschanze Mannschaft | 423,0 m      | 276,1        | 7            | 407,5 m      | 268,5        | 6            | 544,6  | 5      |

## Zusammenfassung
Deutschland belegte mit zehn Goldmedaillen den ersten Platz im Medaillenspiegel. Den ersten Platz erreichte Deutschland auch noch in den Jahren 1998 und 2006. Im Gegensatz zu den Sommerspielen war die Medaillenausbeute bei den Winterspielen auch weiterhin konstant auf gleichen Niveau.
Von den 26 Medaillen kamen 20 von Sportlern aus der ehemaligen DDR und vier von Sportlern aus Westdeutschland. Die restlichen 2 Medaillen kamen von den beiden Biathlonstaffeln.
| Platz | Mannschaft                                  | Gold | Silber | Bronze | Gesamt |
| ----- | ------------------------------------------- | ---- | ------ | ------ | ------ |
| 01    | Sportler aus der ehemaligen DDR             | 8    | 8      | 4      | 20     |
| 02    | Sportler aus Westdeutschland                | 1    | 1      | 2      | 4      |
| 03    | gemischte Teams (Sportler aus Ost und West) | 1    | 1      | —      | 2      |
|       | Gesamt                                      | 10   | 10     | 6      | 26     |